# Sergi Barnils i Basomba
Sergi Barnils i Basomba (Bata, Guinea Equatorial, 1954) és un pintor català. Té una destacada trajectòria a Itàlia i Alemanya, on gaudeix d'un gran reconeixement. Ha estat present en diverses fires d’art contemporani a Barcelona, Bolonya, Milà, Florència i Pàdua.
El 1965 va començar a estudiar al Departament d'Art de Viaró amb Francesc Casademont. Després de guanyar dos premis extraordinaris en el VIII Certamen Nacional i Provincial Juvenil d'Art de Barcelona i després d'estudiar, entre altres centres, a l'Escola del Treball de Barcelona, el 1975 va cursar estudis a la Facultat de Belles Arts d'aquesta ciutat.
Sergi Barnils va assumir la direcció del departament de ceràmica artística a l'empresa familiar mentre cultivava la seva passió per la pintura. L'any 1990 va viatjar a Mallorca, on va establir contacte amb el mecenes alemany Klaus Drobig, qui va impulsar la seva projecció en el mercat artístic alemany i europeu. Després de passar una temporada a Milà el 1998, va rebre l'encàrrec del Liceu Artístic de Florència per crear 16 grans vitralls destinats al conegut com a Temple de la Pau.
Les seves primeres pintures eren realistes i també va treballar amb ceràmica, i de mica en mica va anar agafant un estil abstracte amb influències africanes i personatges estilitzats. Rep influències de Joan Miró i Paul Klee. Gairebé tota la seva obra s'inspira en la relació espiritual amb Déu i se'n nodreix. Així ho demostren els títols de les seves pintures i tota la seva iconografia particular. En l'etapa de maduresa és quan més treballa amb la tècnica pictòrica de l'encàustica.
El seu germà, Octavi Barnils, va convertir l’antiga fàbrica de ceràmica del seu pare en el centre d’antiguitats Mercantic durant els anys 90. Des dels inicis de la seva carrera, aquest espai va ser el nucli de la seva activitat creativa fins que l'any 2023, Sergi Barnils va traslladar el seu estudi a Badalona després d'haver estat 45 anys executant la seva obra a Sant Cugat del Vallès.